# Bosansko Kraljevstvo
Bosansko Kraljevstvo ili Kraljevina Bosna bilo je srednjovjekovno kraljevstvo nastalo iz Bosanske Banovine (1154. – 1377.). Postojalo je od 1377. do 1463. godine. 
Većina stanovništva bila je ruralna s malo gradskih središta. Bitniji gradovi bili su Doboj, Jajce, Srebrenik, Srebrenica, Tešanj i Podvisoki. Rudarstvo je bila osnovna gospodarska grana i izvor bogatstva za bosanske kraljeve, posebno srednjobosanskoga rudarskog bazena (Fojnica, Olovo, Kreševo) gdje su uvijek imali izravnu vlast. Dvorovi bosanskih vladara nalazili su se na Bobovcu, u Sutjesci (Kraljeva Sutjeska), Podvisokom, Moštrima kod Visokog, na Neretvi i Jajcu.:str. 114.
Povijest kraljevine nakon smrti prvog bosanskog kralja Tvrtka I. obilježile su unutarnje borbe oko prijestolja uz stalno uplitanje Ugarsko-Hrvatskog Kraljevstva i Osmanskog Carstva, te religijske kontroverze u svezi Crkve bosanske.:str. 76.
Na zamolbu kralja Stjepana Tomaševića Kotromanića 1461. papa Pio II. prograslio je zaštitnikom Bosanskoga Kraljevstva svetog Grgura Čudotvorca.

## Povijest
Vidi još: Bosna i Hercegovina u srednjem vijeku

### Pozadina
Bosanska Banovina, iako nominalno pod suzerenstvom ugarsko-hrvatskih kraljeva, nakon bana Kulina imala je de facto neovisnost. Ona je postojala sve do 1377. kada je uzdignuta na razinu kraljevine nakon što se Tvrtko I okrunio, iskoristivši podijeljenost srpskih vladara i činjenicom da dinastija Nemanjića nakon 1371. nije imala nasljednika.

## Popis bosanskih kraljeva

### Bosanski kraljevi
- Tvrtko I. Kotromanić (1377. – 1391.)
- Stjepan Dabiša (1391. – 1395.)
- Jelena Gruba (1395 – 1398.)
- Stjepan Ostoja (1398. – 1404.; 1409. – 1418.)
- Tvrtko II. Kotromanić (1404. – 1409.; 1421. – 1433.)
- Stjepan Ostojić (1418. – 1420.)
  - Radivoj Ostojić (1421. – 1433.)
- Stjepan Tomaš (1435. – 1461.)
- Stjepan Tomašević (1461. – 1463.)

### Bosanske kraljice
- Doroteja Bugarska (1377. – ?), supruga Tvrtka I, kćer bugarskog cara Ivana Sracimira
- Jelena Gruba (1391. – 1395.), supruga Stjepana Dabiše
- Vitača, prva supruga Stjepana Ostoje
- Kujava Radenović (1399. – 1415.), druga supruga Stjepana Ostoje
- Jelena Nelipčić (1416. – 1418.), treća supruga Stjepana Ostoje, prethodno supruga Hrvoja Vukčića Hrvatinića
- Doroteja Gorjanska, supruga Tvrtka II
- Vojača (1443. – 1445.), supruga Stjepana Tomaša
- Katarina Kosača (1446. – 1461.), supruga Stjepana Tomaša
- Jelena Branković (1461. – 1463), supruga Stjepana Tomaševića